# Liborio Sánchez
Liborio Vicente Sánchez Ledezma (Guadalajara, 9 ottobre 1989) è un calciatore messicano, portiere del Dep. Coatepeque.

## Carriera
Il 14 dicembre 2012 viene acquistato a titolo definitivo dai Gallos Blancos, presso i quali aveva già disputato in prestito una stagione, a causa dello scarso impiego nei Guadalajara, dove era chiuso da Luis Michel. Il portiere firma un contratto triennale. Durante la prima amichevole con la sua nuova squadra, vinta per 2-0 contro i Dorados, è vittima di un furto a causa di alcuni delinquenti che rompono il finestrino della sua auto per rubare i suoi effetti personali. In merito, il portiere ha commentato "è una cosa triste ma soprattutto fastidiosa... [...] l'unica cosa che posso dire è che Dio li benedica, e spero che quello che mi hanno rubato lo usino per regalare un giocattolo a un bambino".